# San Pablo de las Salinas
San Pablo de las Salinas är en stad i Mexiko, tillhörande kommunen Tultitlán i delstaten Mexiko. San Pablo de las Salinas ligger i den centrala delen av landet och tillhör Mexico Citys storstadsområde. Orten hade 189 453 invånare vid folkräkningen 2010, och är kommunens näst största stad efter Buenavista.